# لويس فيليبي سيلفا
لويس فيليبي سيلفا (بالبرتغالية: Luís Filipe Silva‏) هو كاتب خيال علمي وكاتب برتغالي، ولد في 6 ديسمبر 1969.